# 牛塚古墳 (壬生町)
牛塚古墳（うしづかこふん、壬生牛塚古墳）は、栃木県下都賀郡壬生町壬生甲にある古墳。形状は帆立貝形古墳。しもつけ古墳群（うち壬生地域）を構成する古墳の1つ。国の史跡に指定されている。

## 概要
| 古墳名     | 形状         | 規模      | 築造時期 | 史跡指定 |
| ---------- | ------------ | --------- | -------- | -------- |
| 愛宕塚古墳 | 前方後円墳   | 墳丘長82m | 6c後半   | 国史跡   |
| 牛塚古墳   | 帆立貝形古墳 | 墳丘長50m | 6c末     | 国史跡   |
| 車塚古墳   | 円墳         | 直径84m   | 7c前半   | 国史跡   |

栃木県南部、黒川左岸の台地上に築造された大型円墳である。東には車塚古墳が隣接する。2015-2016年度（平成27-28年度）に発掘調査が実施されている。
墳形は、前方部が短小な帆立貝形の前方後円形で、前方部を南方向に向ける。墳丘は2段築成で、特に1段目は平坦な基壇状を呈し、下野地域特有の「下野型古墳」の特徴を示す。また墳丘周囲には周濠が巡らされる。周濠は全体を浅く掘った後に中央部を掘り下げる二段掘りの形状で、周濠を含めた古墳全体としては約70メートルを測る。埋葬施設は未調査のため明らかでなく（前方部正面に推定）、副葬品も詳らかでない。
築造時期は、古墳時代後期の6世紀末葉頃と推定される。壬生地域の黒川流域における古墳群では愛宕塚古墳に後続し、車塚古墳に先行する時期に位置づけられる。壬生地域における後期・終末期古墳の1つとして、古代下野地域の政治情勢を考察するうえで重要視される古墳になる。
古墳域は1926年（大正15年）に国の史跡に指定されている。

## 遺跡歴
- 1926年（大正15年）2月24日、国の史跡に指定[3]。
- 2015-2016年度（平成27-28年度）、発掘調査（壬生町・茨城大学・東京学芸大学）[2]。

## 文化財

### 国の史跡
- 牛塚古墳 - 1926年（大正15年）2月24日指定[3]。

## 関連施設
- 壬生町立歴史民俗資料館（壬生町本丸）

## 関連文献
（記事執筆に使用していない関連文献）
- 壬生町立歴史民俗資料館 編『栃木県壬生町 牛塚古墳・車塚古墳I（壬生町埋蔵文化財調査報告書 第30集）』壬生町教育委員会、2018年。